# Lock Up the Wolves
| 전문가 평가                      | 전문가 평가 |
| 평가 점수                        | 평가 점수   |
| 출처                             | 점수        |
| -------------------------------- | ----------- |
| AllMusic                         | [ 1 ]       |
| Collector's Guide to Heavy Metal | 5/10        |

《Lock Up the Wolves》는 1990년 5월 15일에 발매된 미국의 헤비 메탈 밴드 디오의 다섯 번째 스튜디오 음반이다. 이전 음반인 《Dream Evil》에서 18세 기타리스트 로완 로버트슨과 사이먼 라이트가 1983년부터 1989년까지 AC/DC에서 드럼을 맡았을 뿐만 아니라, 데인저 데인저로 변신한 밴드 핫샷의 베이시스트 테디 쿡을 포함하여 음악가 라인업의 완전한 변화를 보여주었다. 할리우드 밴드 리켄과 정글 앨리의 로드 심킨스도 1990년에 여러 투어 날짜 동안 베이스를 채웠다. 전 디오 베이시스트 지미 베인은 건강 문제로 인해 테디 쿡의 투어 날짜를 채울 수 없었다.

## 배경
로니 제임스 디오는 새로운 라인업의 첫 번째 멤버였던 로완 로버트슨과 비교했을 때 이전 밴드 멤버들이 "관심을 잃었기" 때문이라고 변경의 이유를 밝혔다. 로버트슨은 음반이 작성되는 동안 약 10개월 동안 원래 밴드와 연주했고 지미 베인과 클로드 슈넬은 "그 과정에서" 교체되었으며 비니 어피스는 음반을 녹음하기 위해 스튜디오에 들어가기 전 2주 전까지 밴드에 있었다고 말한다. 비니 어피스는 "밴드의 모든 젊은 사람들"과 "이것은 디오가 아니다"라고 느꼈기 때문에 음반이 작성되고 떠날 때까지 그 자리에 있었다고 확인한다.
이 음반은 디오의 인기가 하락했고, 이전의 4개의 스튜디오 음반보다 낮은 차트를 기록했다. 1990년 9월, 《로스앤젤레스 타임스》는 이 음반이 진행 중인 투어에서 "차트에서 빠르게 사망했다"와 "반쯤 비어있는 집은 드물지 않다"고 말했다.

## 곡 목록
| #  | 제목                   | 작사·작곡                              | 재생 시간 |
| -- | ---------------------- | -------------------------------------- | --------- |
| 1. | 〈Wild One〉           | 로니 제임스 디오, 로완 로버트슨        | 4:05      |
| 2. | 〈Born on the Sun〉    | 디오, 로버트슨, 지미 베인, 비니 어피스 | 5:36      |
| 3. | 〈Hey Angel〉          | 디오, 로버트슨                         | 5:00      |
| 4. | 〈Between Two Hearts〉 | 디오, 로버트슨                         | 6:30      |
| 5. | 〈Night Music〉        | 디오, 로버트슨, 베인                   | 5:05      |
| 6. | 〈Lock Up the Wolves〉 | 디오, 로버트슨, 베인                   | 8:33      |

| #   | 제목                         | 작사·작곡                    | 재생 시간 |
| --- | ---------------------------- | ---------------------------- | --------- |
| 7.  | 〈Evil on Queen Street〉     | 디오, 로버트슨, 테디 쿡      | 6:04      |
| 8.  | 〈Walk on Water〉            | 디오, 로버트슨, 옌스 요한손  | 3:44      |
| 9.  | 〈Twisted〉                  | 디오, 로버트슨, 베인, 어피스 | 4:45      |
| 10. | 〈Why Are They Watching Me〉 | 디오, 로버트슨               | 5:04      |
| 11. | 〈My Eyes〉                  | 디오, 로버트슨, 요한손       | 6:36      |